# Karl von Heister (General, 1799)
Leopold Karl von Heister (* 1. Mai 1799 in Kassel; † 4. Mai 1878 in Naumburg (Saale)) war ein preußischer Generalmajor und Kommandeur der 5. Infanterie-Brigade.

## Leben

### Herkunft
Leopold Karl war ein Sohn des kurfürstlich hessischen Geheimen Regierungsrates Johann Bernhard Christian von Heister (1755–1808) und dessen Ehefrau Wilhelmine, geborene Rademacher von Radehausen (1772–1824).

### Leben
Heister trat am 15. September 1815 als Grenadier in das 1. Garde-Regiment zu Fuß der Preußischen Armee ein und avancierte bis Anfang April 1817 zum Sekondeleutnant. Zur weiteren Ausbildung absolvierte er 1827/28 die Allgemeine Kriegsschule und war anschließend bis 1833 zur Garde-Unteroffizierskompanie abkommandiert. Am 30. März 1839 wurde er mit Patent vom 29. März 1830 in das 3. Infanterie-Regiment versetzt und stieg bis Ende August 1841 zum Major auf. Als solcher war Heister von Mitte Juni 1842 bis Ende März 1843 Kommandeur des I. Bataillons im 1. Landwehr-Regiments. Anschließend folgte seine Versetzung in den Generalstab des VII. Armee-Korps und am 27. März 1849 ernannte man ihn zum Chef des Generalstabes des II. Armee-Korps. In dieser Stellung wurde Heister am 19. November 1849 Oberstleutnant und am 22. Dezember 1849 als Chef in den Generalstab des VII. Armee-Korps versetzt. Er avancierte am 22. September 1851 zum Oberst. Am 21. Juni 1855 wurde er als Kommandeur in die 5. Infanterie-Brigade versetzt und dort am 12. Juli 1855 zum Generalmajor befördert. Außerdem erhielt er am 3. September 1856 den Roten Adlerorden II. Klasse mit Eichenlaub. Im Jahr darauf wurde er am 24. März 1857 mit Pension zur Disposition gestellt. Seinen Abschied mit Pension erhielt er am 12. November 1872.
Heister war ein begeisterter Historiker und schrieb nach seiner Pensionierung noch einige Bücher. Er starb am 4. Mai 1878 in Naumburg (Saale).

### Familie
Heister heiratete am 2. Mai 1841 in Kassel Ottilie von Steuber (1818–1855), eine Tochter des Hauptmanns und Steuerrates Wilhelm von Steuber. Seine Tochter Paula Agnes Melanie (* 1848) heiratete Leopold von Favrat. Sein andere Tochter Clara Bianca Angelica (1842–1913) heiratete am 8. Dezember 1842 in Naumburg Ernst von Tellemann-Steuber.

## Schriften
- Ethnographische und geschichtliche Notizen über die Zigeuner. 1842, Digitalisat
- Einleitung in die Geschichte der Ameisen, Bienen und Termiten. 1859, Digitalisat
- Nachrichten über Gottfried Christoph Beireis, Professor zu Helmstedt von 1759 bis 1809. 1860, Digitalisat
- Rom: Sklavenaufstände und Sklavenkriege. 1860.
- Die Juden: Aufgebürdete Verbrechen. Erlittene Verfolgung. Angethane Schmach. 1863.
- Die Juden zu Naumburg an der Saale. 1866.
- Die Gefangennehmung und die Gefangenschaft Philipps des Grossmüthigen. 1868, Digitalisat